# Julius Meinl am Graben

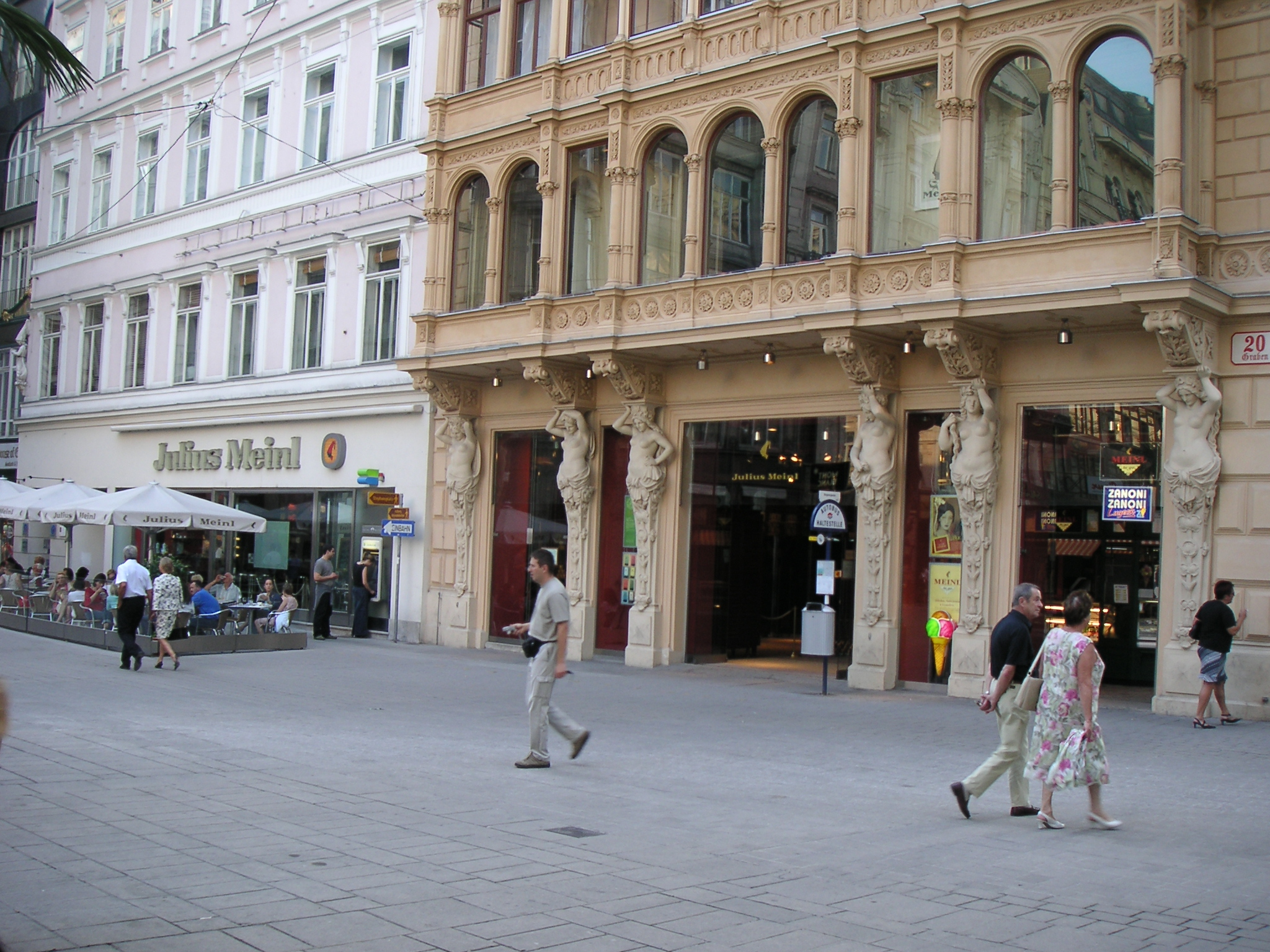
Meinl Delikatessengeschäft im Haus Graben 20 und Meinl Kaffeebar im Haus Graben 19

Als Julius Meinl am Graben (auch Meinl am Graben) bezeichnet man allgemein das Geschäft an der Adresse Graben 19–20 / Naglergasse 1 im 1. Wiener Gemeindebezirk Innere Stadt. Das 1950 eröffnete Geschäft ist mit einem Sortiment von über 17.000 Artikeln das größte Delikatessengeschäft in Wien und Flagshipstore von Julius Meinl.
Neben dem Delikatessengeschäft betreibt Meinl im Parterre und 1. Stock der Häuser Graben 19 und 20 ein Restaurant, eine Kaffeebar, eine Weinbar, eine Sushibar und „Meinl to Go“. Im Mai 2021 wurde die Schließung des Restaurants und der Weinbar bekannt.
Seit 2023 gehört das Gebäude Graben 19 dem Wohlfahrtsfonds der Wiener Ärztekammer.

## Delikatessengeschäft
Das Geschäft wurde 1950 im Parterre des Hauses Graben 19 eröffnet. 1999–2000 wurde das Geschäft umgebaut und um Parterre und 1. Stock des Gebäudes Graben 20 erweitert. Im Sortiment sind insbesondere Produkte in den Bereichen Tee, Kaffee, Marmelade, Süßwaren, Wein und Spirituosen stark vertreten. Neben der Auswahl an frischen Lebensmitteln, produziert das Geschäft verschiedene Produkte selber. Seit 2006 hat Julius Meinl am Graben einen Onlineshop. Seit 2012 erscheint vier Mal im Jahr das Gourmetmagazin „MaG“ von Julius Meinl am Graben. In den themenspezifischen Reportagen werden jene Produzenten und Händler vorgestellt, deren Produkte Teil des Sortiments sind.

## Restaurant
Das 1999 im 1. Stock des Hauses Graben 20 eröffnete Restaurant wurde 2004 unter der Küchenleitung von Joachim Gradwohl vom Gault-Millau mit drei Hauben ausgezeichnet. Im März 2010 wurde Metin Yurtseven Chef de Cuisine im Restaurant und wurde 2012 mit einer ersten und 2013 mit einer zweiten Gault-Millau-Haube ausgezeichnet. Ab Oktober 2014 war Alexander David neuer Küchenchef, der bereits 2007 zum Newcomer des Jahres gekürt wurde. Im Mai 2021 wurde die Schließung des Restaurants und der Weinbar bekannt.

## Gebäude

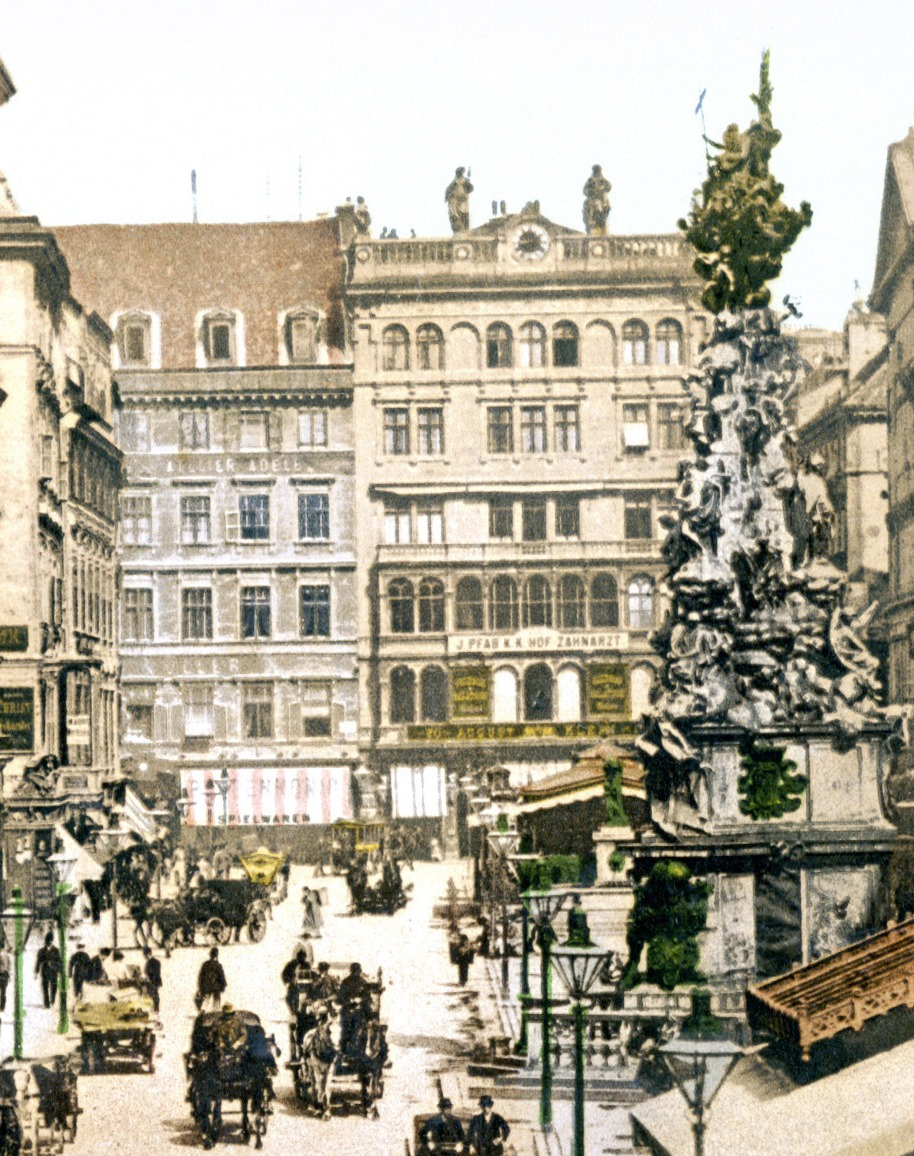
Graben 19 und Graben 20 um 1895

### Graben 19

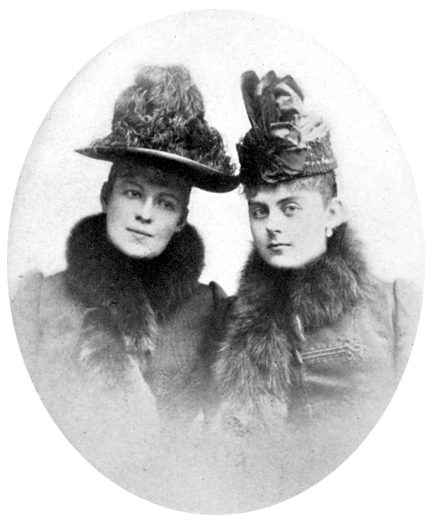
Gräfin Larisch-Wallersee und Mary Vetsera – Fotoatelier Adèle Porträt aufgenommen 1888 im Haus Graben 19

Das Gebäude wurde im Auftrag des niederösterreichischen Beamten Franz Josef Haggenmüller zu Grienberg (1746–1824) 1799 erbaut. Hierzu wurden das 1445 zum ersten Mal erwähnte Haus „Zur goldenen Sonne“ und das 1441 zum ersten Mal erwähnte Haus „Zum weißen Storchen“ abgerissen. Zu Anfang des 19. Jahrhunderts befand sich im 1. Stock des Gebäudes das Allgemeine Anfrage- und Auskunfts-Comptoir, welches gegen Bezahlung "über alle bürgerlichen und gesellschaftlichen Geschäfte und Verhältnisse, welche zu wissen erlaubt ist" Auskunft erteilte.
1843 zog der von Tobias Haslinger gegründete und von seinem Sohn Carl Haslinger geführte Musikverlag
Carl Haslinger quondam Tobias in das Haus. Der Verlag residierte im Haus bis 1875 und verlegte in dieser Zeit zahlreiche Werke Wiener Komponisten (unter anderem Johann Strauss, Josef Strauss, Eduard Strauß, Carl Michael Ziehrer). Außerdem wurden von Carl Haslinger in den Räumen des Verlags Konzerte junger Künstler (z. B. Hans von Bülow) vor ausgewähltem Publikum veranstaltet.
1874 eröffnete die jüdische k. u. k. Hoffotografin Adele Perlmutter im Haus das Fotoatelier Adèle, welches bis zur Flucht ihres Neffen Ernst Förster vor den Nazis 1938 bestand.
1828 erwarb Johann Baptist Freiherr von Pasqualati das Haus, dessen Nachfahren es 1910 an die Zentraleuropäische Länderbank veräußerten. 1950 eröffnete im Erdgeschoß des Gebäudes das Delikatessengeschäft "Julius Meinl am Graben". 
2009 veräußerte die Bank Austria als Rechtsnachfolgerin der Länderbank das Gebäude an die Signa Holding. Diese verkaufte die Immobilie Ende 2023 für 80 Millionen Euro, was leicht unter dem eingeholten Verkehrswertgutachten von 83 Millionen lag, an den Wohlfahrtsfonds der Wiener Ärztekammer.

### Graben 20 / Naglergasse 1
Das unter Denkmalschutz stehende Haus wurde im Auftrag des böhmischen Textilfabrikanten Johann Liebieg (1802–1870) nach den Plänen des Baumeisters und Architekten Ferdinand Fellner der Ältere 1857/1858 erbaut. Das Eckhaus mit der reich gegliederten Fassade ist ein bedeutendes Beispiel des frühen Historismus in Wien. Ein prächtiger zweigeschoßiger säulengegliederter Breiterker auf Voluten-Konsolen steht auf bemerkenswerten Karyatidhermen vom Bildhauer Franz Melnitzky (1822–1876). Oben schließt das Gebäude mit einer Balustrade mit einer zentralen Uhr und überlebensgroßen Skulpturen, links das Gewerbe und rechts den Handel darstellend, ab.
1898 wurde nach Plänen von Adolf Loos im Auftrag von Leopold Goldman und Emanuel Aufricht im Gebäude ein Laden für das Herrenmodengeschäft Goldman & Salatsch integriert. Das Geschäft übersiedelte 1911 in das ebenfalls von Adolf Loos entworfene Looshaus. Von Loos Planung und dem Interieur des Herrenmodengeschäft ist nichts mehr erhalten.
Ebenfalls im Gebäude untergebracht waren die österreichische Lichtbildstelle sowie die Allgemeine Rentenanstalt. Innen hat das Gebäude ein pilastergegliedertes Foyer und ein gewendeltes Stiegenhaus mit original erhaltenem Geländer. 1999/2000 wurden das Innere des Erdgeschoßes und des ersten Stockes im Auftrage der Julius Meinl AG umgebaut. Im Zuge dieser Arbeiten wurden die Zugänge am Graben durchgehend verglast und jene in der Naglergasse in Schaufenster umgewandelt. Die Karyatiden wurden restauriert, gereinigt und in Natursteinoptik farblich überarbeitet.
2004/2005 ließ der Eigentümer des Gebäudes, die Wüstenrot-Gruppe, eine Komplettsanierung durchführen.
Im März 2023 eröffnete das Luxuswarenunternehmen Louis Vuitton im Graben 20 auf vier Etagen einen Laden.